# Boraria infesta
Boraria infesta é uma espécie pertencente ao gênero Boraria da família Xystodesmidae. É encontrado na América do Norte.